# Puya sehuencasensis
Puya sehuencasensis är en gräsväxtart som beskrevs av R.Vásquez, Ibisch och R.Lara. Puya sehuencasensis ingår i släktet Puya och familjen Bromeliaceae.
Artens utbredningsområde är Bolivia. Inga underarter finns listade i Catalogue of Life.